# (22140) Suzyamamoto
(22140) Suzyamamoto est un astéroïde de la ceinture principale d'astéroïdes.

## Description
(22140) Suzyamamoto est un astéroïde de la ceinture principale d'astéroïdes. Il fut découvert le 1er novembre 2000 à Socorro (Nouveau-Mexique) par le projet LINEAR. Il présente une orbite caractérisée par un demi-grand axe de 2,75 UA, une excentricité de 0,10 et une inclinaison de 3,3° par rapport à l'écliptique.

## Compléments